# Carl-Johan Lind
Carl-Johan "Massa" Lind, född 25 maj 1883 i Karlsdals församling i Örebro län, död 2 februari 1965 i Karlstad, var en svensk friidrottare (släggkastning).
Han tävlade för IFK Karlstad och senare IF Göta, Karlstad.
Lind arbetade som polisman i Karlstad.

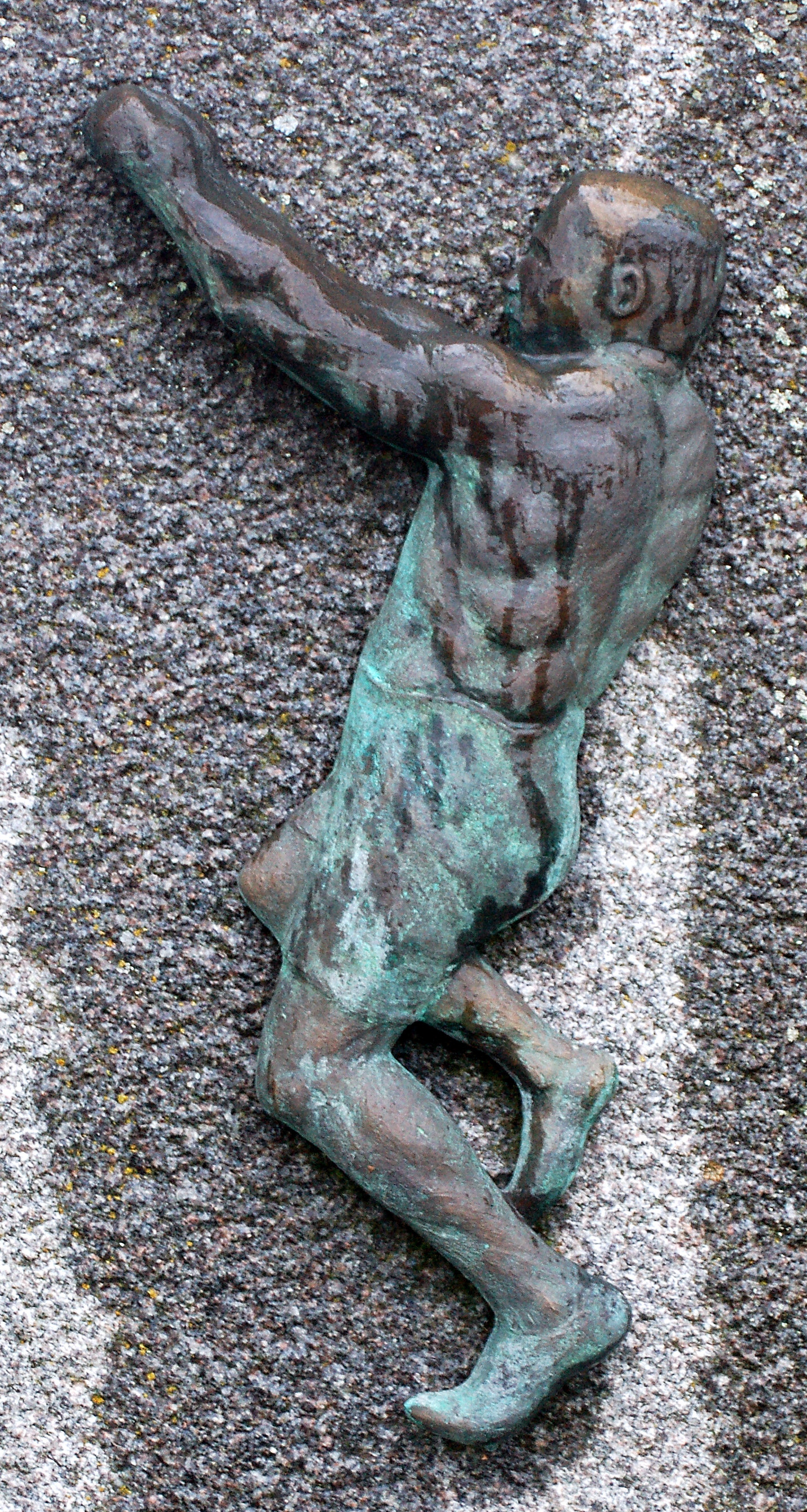
Minnesrelief över Massa Lind av skulptören Niki Merimaa placerad på Tingvalla IP, Karlstad

## Främsta meriter
"Massa" Lind deltog vid OS 1920 där han vann silvermedalj i släggkastning. Dessutom vann han brons i viktkastning.
Han var svensk rekordhållare i släggkastning från 1912 till 1927.
Han var svensk rekordhållare i viktkastning ett antal år från 1919.
Han vann SM i diskus en gång och i slägga sju gånger.

## Karriär

### Släggkastning
Den 12 maj 1912 slog Lind Eric Lemmings svenska rekord (46,81) från året innan med ett kast på 47,35. Han förbättrade sitt eget rekord den 20 juni genom att med exakt 50,00 bli förste svensk över 50 meter.
Lind deltog även vid OS 1912 i Stockholm, där han dock mer eller mindre misslyckades, genom att komma femma med 45,61.
1913 och 1914 vann han engelska mästerskapet i slägga.
Han vann SM i slägga åren 1918-1924, med resultaten 46,83, 46,38, 45,80, 50,05, 47,67, 48,23 resp. 50,06.
Den 17 oktober 1920 förbättrade han sitt svenska rekord till 50,45.
År 1921 vann han engelska mästerskapet i slägga en tredje gång.
År 1922 (den 1 juli) satte han sitt sista svenska rekord i slägga med resultatet 52,51. Detta slogs först 1927 av Ossian Skiöld. 52,51 var också nytt engelskt rekord. Han gjorde resultatet vid detta års engelska mästerskap, som han vann för fjärde och sista gången.

### Viktkastning
Lind vann SM i viktkastning åren 1918, 1919 samt 1921 till 1927.
År 1919 satte han svenskt rekord i viktkastning (25 kg) med 10,88 m.
Vid OS 1920 tog han bronsmedaljen i viktkastning med ett kast på 10,250 meter.
År 1925 satte han för sista gången svenskt rekord i viktkastning, med 11,62.

### Diskuskastning
1910 vann Carl-Johan Lind SM i diskus (sammanlagt) med resultatet 66,42.

### Övrigt
Lind blev 1928 retroaktivt utsedd till Stor grabb nummer 41 i friidrott.